# Барселоннетт (округ)
Округ Барселоннетт (фр. Arrondissement de Barcelonnette) — округ у Франції, в департаменті Альпи Верхнього Провансу. 2023 року округ об'єднував 14 муніципалітетів, населення становило 7735 осіб.
Адміністративний центр (супрефектура) — Барселоннетт.

## Муніципалітети
Список муніципалітетів округу та їхні коди INSEE:
1. Аншастре (04073)
2. Барселоннетт (04019)
3. Валь-д'Ороне (04120)
4. Жозьє (04096)
5. Ла-Кондамін-Шатлар (04062)
6. Ле-Лозе-Юбе (04102)
7. Ле-Тюїй (04220)
8. Меолан-Ревель (04161)
9. Понті (04154)
10. Сен-Поль-сюр-Юбе (04193)
11. Сен-Пон (04195)
12. Фокон-де-Барселоннетт (04086)
13. Юбе-Серр-Понсон (04033)
14. Юверне-Фур (04226)